# メスディイェ級装甲艦
| メスディイェ級装甲艦       | メスディイェ級装甲艦 |
| -------------------------- | --- |
| 就役時の「メスディイェ」。 | |
| 艦級概観                   | |
| 艦種                       | 装甲艦 |
| 艦名                       | |
| 前級                       | イジュラーリーエ |
| 次級                       | ペイキ・シェレフ級 |
| 性能諸元                   | |
| 排水量                     | 常備：8,940トン 満載：9,120トン |
| 全長                       | 101.3m |
| 全幅                       | 17.98m |
| 吃水                       | 7.8m（満載時） |
| 機関                       | テムズ式石炭専焼角缶8基 +テムズ式横置き型一段膨張式2気筒レシプロ機関1基1軸推進                                                                         |
| 最大 出力                  | 6,580hp |
| 最大 速力                  | 13.7ノット（機関航行時） |
| 航続 距離                  | -ノット/-海里 |
| 燃料                       | 600トン（石炭） |
| 乗員                       | 140名 |
| 兵装                       | 1861年型 Marks II 25.4cm（14.5口径）単装砲12基 Marks III 17.8cm（16口径）単装砲3基 9.5cm（20ポンド）単装砲6基（1891年に15cm（35口径）単装砲3基に換装） |
| 装甲 （鉄製）              | 舷側：102～254～305mm（主水面部） 甲板：なし 砲郭部：305mm（平面部）、254mm（傾斜部） ボックスシタデル：254mm（最大厚） 司令塔：203mm（側盾）          |

メスディイェ級装甲艦 (Mesudiye class Ironclad, トルコ語: Mesudiye) はオスマン帝国海軍の装甲艦 (装甲フリゲート, Zırhlı fırkateyn)の艦級である。

## 概要

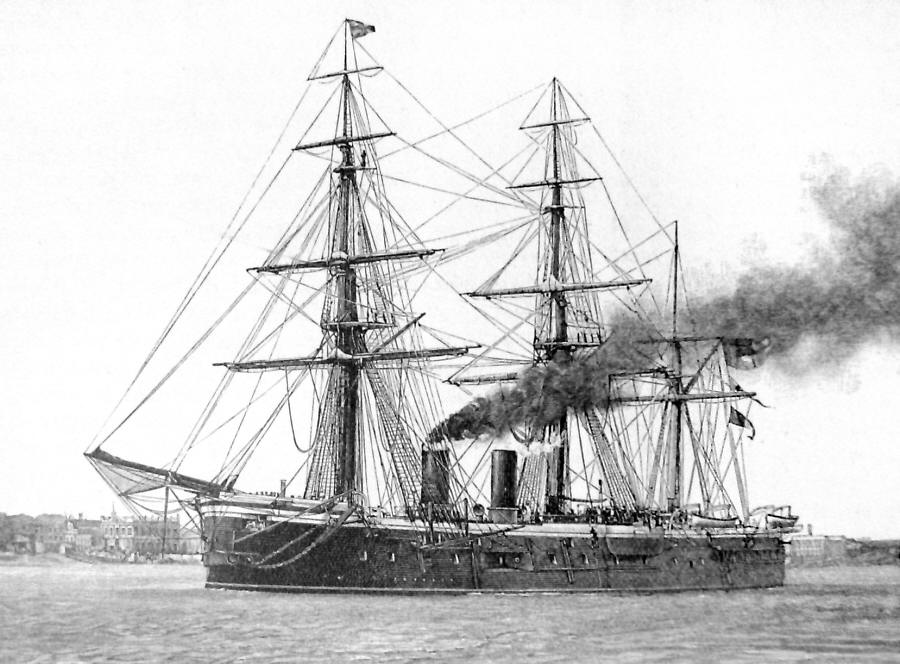
本級の原型となったイギリス装甲艦「スルタン（Hms Sultan）」。

本級はオスマン帝国海軍が自国の沿岸防衛のためにイギリスのテムズ造船所に2隻を発注した装甲艦である。本級は同時期にイギリス海軍が発注した装甲艦「スルタン」の改良型として設計された。同造船所は本級の建造実績をもとに装甲艦「アレキサンドラ」を建造した。2番艦は当初は「メムドゥヒド（Memdouhied）」と命名されたが、建造途中に即位したアブデュルハミト2世に因み「ハミディエ（Hamidie）」と改名されたが、完成前に露土戦争が勃発したことによりイギリスに接収されて「シュパーブ（HMS Superb）」として就役したためにオスマン帝国が取得したのはメスディイェのみとなってしまった。

## 艦形と武装

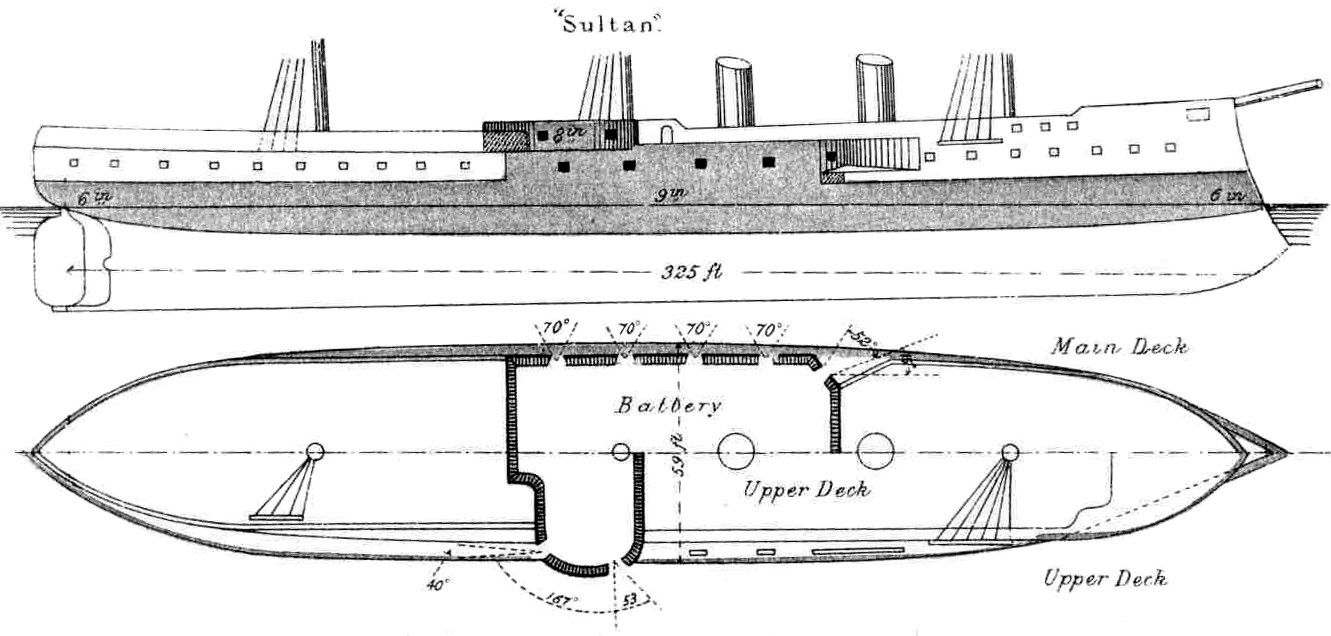
本級の原型となったイギリス装甲艦「スルタン（Hms Sultan）」の武装と装甲配置図。

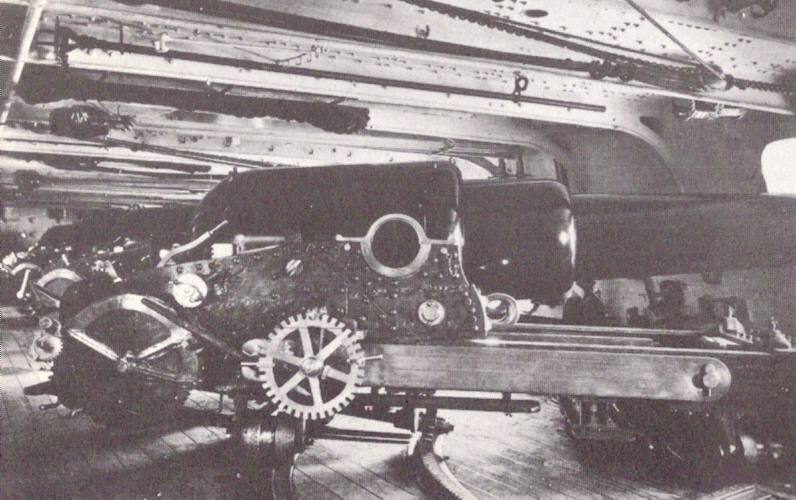
「スルタン（Hms Sultan）」の1861年型 Marks II 25.4cm（14.5口径）前装填単装砲。

本級の船体の基本形状は列強の装甲艦と同じく艦首水面下に衝角をもつ平甲板型船体上に、3本のマストの間に2本煙突が立つ当時の一般的な装甲艦の形態である。船体内部の砲郭（ケースメイト）には主砲のアームストロング社製「1861年型 Marks II 25.4cm（14.5口径）前装填単装砲を単装砲架で片舷6基ずつ計12基を配置していた。少ない門数で射界を広く取るために本級の舷側部は上部から見て八角形状となっており、壁面が斜めとなる箇所に砲門を開け、片舷6箇所の計12箇所の砲門が開けられた。主砲の旋回は砲架が床面に扇状に埋め込まれたレール上を移動することにより広い射界を得ており、敵対位置により自在に砲門を選べた。

## 防御
本級の装甲は鉄製で、水線部に末端部に102～152mm、中央部に厚さ305mm装甲を貼った。八角柱型の砲郭部のうち平坦部は305mm、四隅の部分は254mm装甲が貼られた。機関区と弾薬庫を守るボックス･シタデルには254mmの装甲板を貼っていた。

## 同型艦
- メスディイェ（Mesudiye）

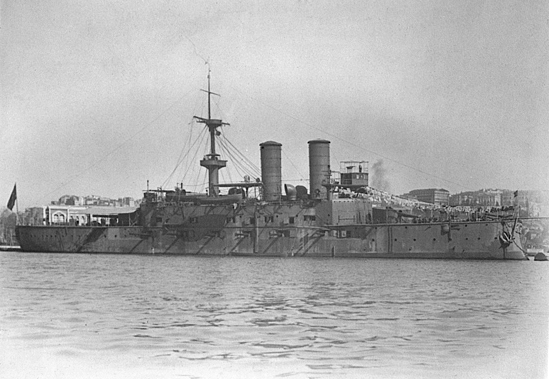
近代化改装後の「メスディイェ」。

1873年にテムズ造船所にて起工、1874年進水、1875年竣工。1903年イタリアで近代化改装実施。第一次世界大戦中の1914年12月13日にダーダネルス海峡にてイギリス海軍B級潜水艦「B11」の雷撃を受け、魚雷1本の命中により撃沈。
- メムドゥヒド（Memdouhied）→ハミディエ（Hamidie）

1873年にテムズ造船所にて起工、1874年進水、1875年11月16日進水、完成前に露土戦争が勃発したことによりイギリスに接収されて「シュパーブ（HMS Superb）」として1880年11月15日竣工。1906年に除籍後、解体処分。

## 参考図書
- 「Conway All The World's Fightingships 1860-1905」（Conway）
- 「世界史リブレット　小松香織著　オスマン帝国の近代と海軍」(山川出版社)2004年2月出版
- 「山川歴史モノグラフ　小松香織著　オスマン帝国の海運と海軍」(山川出版社)2002年11月出版